# Jazmine White
Jazmine White (* 14. Dezember 1993 in Oshawa) ist eine kanadische Volleyballspielerin.

## Karriere
White begann ihre Karriere am R.S. McLaughlin Collegiate and Vocational Institute in ihrer Heimatstadt. Von 2011 bis 2014 studierte sie an der Michigan State University und spielte in der Universitätsmannschaft Spartans. 2015 wechselte sie zum finnischen Verein Wovo Rovaniemi. 2017 ging die Mittelblockerin in die Schweiz zu Sm’Aesch Pfeffingen. Mit dem Verein wurde sie in der Saison 2017/18 Schweizer Vizemeisterin. Anschließend wechselte sie zu Fatum Nyíregyháza. Mit dem ungarischen Verein gewann sie den Pokal und wurde ebenfalls Vizemeisterin. Danach kehrte sie nach Pfeffingen zurück und mit ihr gewann der Volleyballclub aus dem Bezirk Arlesheim mit dem Supercup 2020 den ersten Titel in seiner Vereinsgeschichte.
2020 wechselte White zum deutschen Bundesligisten Rote Raben Vilsbiburg, 2021 ligaintern zu Schwarz-Weiss Erfurt und zur Saison 2022/23 zum SSC Palmberg Schwerin.